# Roland Dörfler

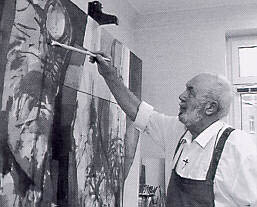
Roland Dörfler in seinem Atelier

Roland Dörfler (* 14. Februar 1926 in Silberbach, Tschechoslowakei; † 17. März 2010 in Braunschweig) war ein deutscher Maler.

## Leben
Nach dem Besuch der Volks- und Bürgerschule in Silberbach und der Lehrerbildungsanstalt in Eger leistete Dörfler ab 1944 Reichsarbeitsdienst. Er war in der Infanterie-Ausbildung in Prag und Budweis und hatte einen Einsatz im Westen. Nach dem Zweiten Weltkrieg war er bis 1947 in Frankreich in amerikanischer Kriegsgefangenschaft, wo Dörfler seine Kameraden und andere Insassen im Kriegsgefangenenlager in Cherbourg auf kleinformatiges Papier zeichnete. Ab 1948 studierte er Malerei bei Fritz Griebel an der Akademie Nürnberg, ab 1950 bei Hans Meid und Manfred Henninger an der Akademie Stuttgart. Bei Willi Baumeister war er Gaststudent. Dörfler war Mitglied im Deutschen Künstlerbund.
Mit seiner Ehefrau Suzette Souviraa, einer in Castillon geborenen Französin, die er 1956 geheiratet hatte, wohnte Dörfler in einem Wohnatelier in Kornwestheim und hatte gemeinsam mit ihr drei Kinder. Ebenfalls im Jahre 1956 erhielt er ein Stipendiat des Kulturkreises im BDI und im Jahre 1957 einen Lehrauftrag für Zeichnen an der Akademie Stuttgart. Seit 1960 arbeitete er freischaffend.
1965 erfolgte die Berufung an die HBK Braunschweig als Leiter einer Klasse für Malerei und der damit verbundene Umzug nach Braunschweig.

## Ehrungen

Dörflers Signatur

- 1953, 1957, 1958: Kunstpreis der Jugend, Baden-Württemberg.
- 1956: ars viva[3]
- 1965: Kunstpreis junger westen, Recklinghausen.
- 1964: Sudetendeutscher Kulturpreis für Bildende Kunst.
- 1980: Preis der Intergrafik, Berlin/DDR.
- 1984: Preis der 8. British International Print Biennale, Bradford.
- 1984: Ehrengabe Lovis-Corinth-Preis, Regensburg.
- 1985: Niedersächsisches Künstlerstipendium
- 1987: Mitglied Sudetendeutsche Akademie der Wissenschaften und Künste
- 1988: Großer Sudetendeutscher Kulturpreis
- 1988–89: Ehrengast der Villa Massimo, Rom
- 1991: Niedersächsischer Verdienstorden
- 1993: Kunstpreis der SPD Niedersachsen

## Werk
Dörflers Werke beschäftigen sich mit der menschlichen Existenz, welche er als ständige Beschränkung versteht. So wirken die dargestellten Menschen einsam, schwach, unfrei und verzweifelt und stehen damit im Widerspruch zum Menschenbild vieler Idealvorstellungen. Seine Malereien und Zeichnungen bestehen deshalb vorwiegend aus Figuren im Raum, die stets in geschlossene Formen gezwungen werden.